# スティックポスター
スティックポスターは、横182mm×縦515mmの寸法のポスターである。通常のポスターより細長く、短辺を軸に丸めると短いスティック状になることからこの名がある。
コンパクトさを生かして、雑誌付録、商品の特典、あるいはコレクターズアイテムとして販売・頒布される。

## 寸法
182mm×515mmは、B3（364mm×515mm）の短辺を2等分した寸法である。あるいは、アニメ系で最も一般的なポスターの寸法であるB2（515mm×728mm）の長辺を4等分した寸法とも言える。
ただし実際の品は、正確にこのサイズとは限らず数ミリメートルずれているものもある（これはB2ポスターなどでも同様である）。

## 商標ライセンス
「スティックポスター」は登録商標である。商標権者アクアプラスは
- 無料販促品
- コミックマーケット等の短期間イベントでの販売
- 同人グッズ

の場合に、無許可での使用を認めている。

## 他社による同傾向の商品
- キャラポスコレクション（エンスカイ）
- ポス×ポスコレクション（KADOKAWA メディアファクトリー）